# Artur Zirajewski
Artur Zirajewski, ps. „Iwan” (ur. 29 stycznia 1972 lub, wg innych źródeł 1971, zm. 3 stycznia 2010 w Gdańsku) – polski przestępca, płatny morderca, jeden z głównych świadków w sprawie zabójstwa Komendanta Głównego Policji nadinsp. Marka Papały.

## Życiorys
Według prokuratury działał w gangu płatnych zabójców. W 2007 r. został skazany za porwanie i morderstwo gdańskiego biznesmena w 1998 r. oraz za działalność w organizacji przestępczej na 15 lat pozbawienia wolności. Wyrok na niego był łagodniejszy niż wobec innych skazanych w tej sprawie, gdyż prokurator docenił w ten sposób jego współpracę z organami ścigania. Oskarżyciel w sprawie wnosił o 13 lat pozbawienia wolności, sąd wymierzył jednak dwa lata więcej. Wyrok odbywał w zakładzie karnym w Gdańsku.
Zirajewski zeznał, iż w kwietniu 1998 r., w Gdańsku, brał udział w spotkaniu, podczas którego szukano kogoś, kto podejmie się zabójstwa Komendanta Głównego Policji nadinsp. Marka Papały. W spotkaniu, jak twierdził, uczestniczył na zaproszenie Andrzeja Banasiaka, ps. Słowik, biznesmena Edwarda Mazura oraz Nikodema Skotarczaka, ps. Nikoś. To właśnie zeznania Zirajewskiego obciążały w sprawie Edwarda Mazura, prawdopodobnie znał on również zabójcę nadinsp. Marka Papały.

## Okoliczności śmierci

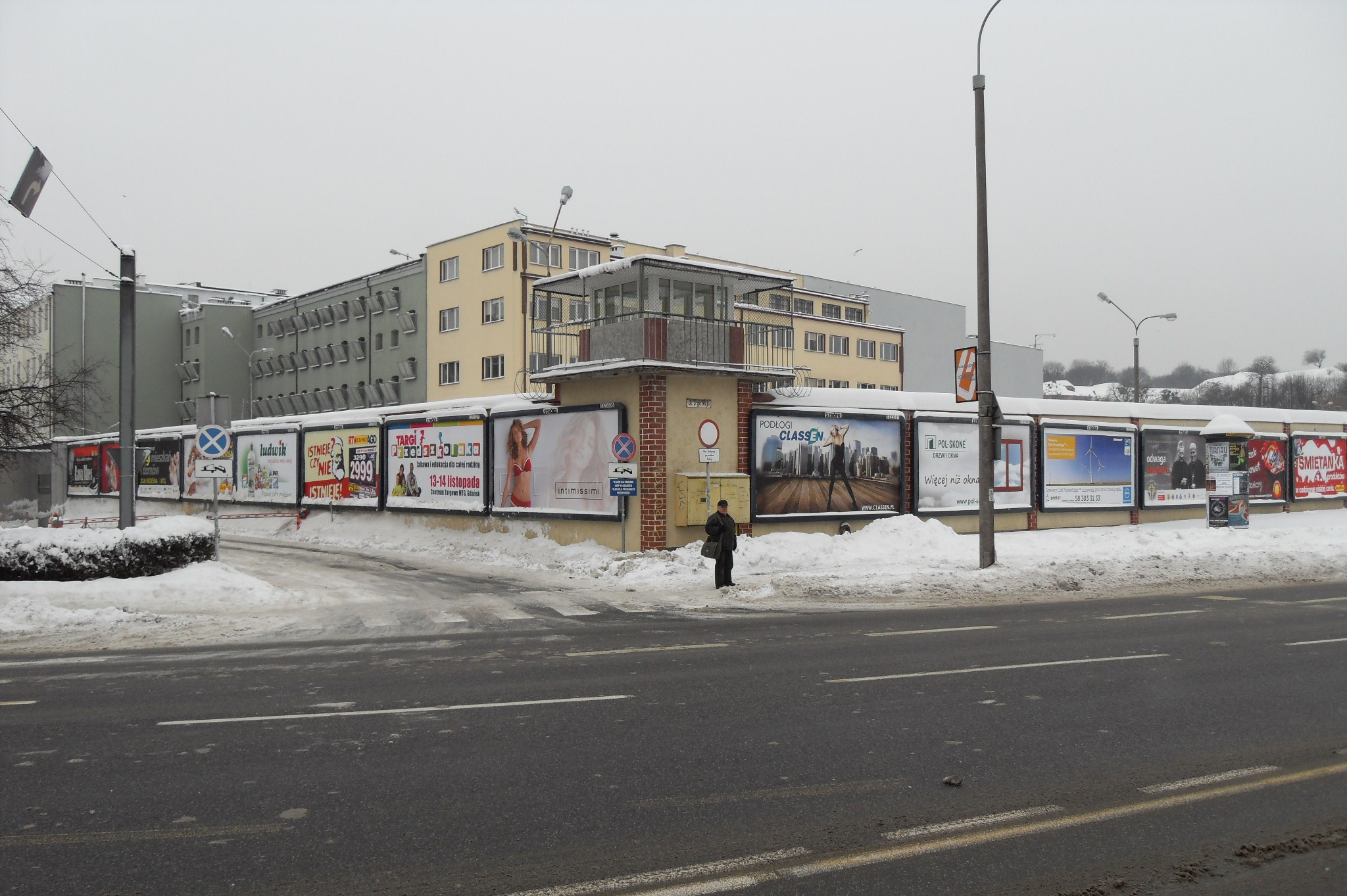
Areszt Śledczy w Gdańsku

Tuż przed śmiercią, z powodu problemów zdrowotnych, przebywał na oddziale szpitalnym aresztu śledczego w Gdańsku. Według informacji podanych przez TVN24, Artur Zirajewski popełnił samobójstwo. Miał on się otruć po otrzymaniu tajemniczego grypsu. Informację zdementował minister sprawiedliwości Krzysztof Kwiatkowski na łamach Gazety Wyborczej, słowami – „ (...) dementuję informacje mediów. Według podległych mi służb, była to śmierć naturalna. Prawdopodobnie zator płucny”. Minister Kwiatkowski podjął decyzję o wysłaniu do Gdańska dodatkowego zespołu kontrolnego Centralnego Zarządu Służby Więziennej w celu wyjaśnienia sprawy. Portal Onet.pl w dniu 5 stycznia 2010 zasugerował, powołując się na nieznane źródła, iż Zirajewski planował ucieczkę i celowo się otruł, by trafić do szpitala, gdzie jednak pilnowany był dalej przez antyterrorystów.
W związku ze śmiercią osadzonego został zwolniony, decyzją Ministra Sprawiedliwosci, zastępca dyrektora AŚ Gdańsk, mjr Waldemar Kowalski. Decyzja ta wywołała wiele protestów w środowiskach więziennictwa i kultury. Współpracujący z mjr. Kowalskim historycy i ludzie kultury wystosowali w tej sprawie list otwarty do ministra. Niektóre media powołując się na środowisko związane z więziennictwem, nazwały decyzję polityczną, a mjr Kowalskiego kozłem ofiarnym.
Zirajewski został pochowany na Cmentarzu Łostowickim w Gdańsku.